# Баят (дегестан)
Баят (перс. بیات) — дегестан в Ірані, у бахші Новбаран, в шагрестані Саве остану Марказі. За даними перепису 2006 року, його населення становило 5502 особи, які проживали у складі 1647 сімей.

## Населені пункти
До складу дегестану входять такі населені пункти:
- Акче-Калье
- Ара-Калье
- Бабаклу
- Багче-Газ
- Ґудже-Менар
- Дадган
- Дамурчі
- Дарбанд
- Дарвазе
- Дахан
- Джамілабад
- Доврузан
- Ебрагімабад
- Естіджак
- Калье-є Агмад-Бейк
- Калье-є Тейн
- Кордак
- Корд-Хворд-е Олія
- Корд-Хворд-е Софла
- Куч-Болагі
- Мазлакан
- Мазрае-є Терешк
- Мараге
- Мачінак
- Мейма
- Мослемабад
- Сетак
- Тагере-Хатун
- Таджаре
- Теймур-Каш
- Товгідлу
- Фастак
- Халіфе-Канді
- Хоррамабад
- Чаг-Бар